# Tuc de Cauilha
El Tuc de Cauilha és una muntanya de 2.351 metres que es troba als municipi de Canejan i Vielha e Mijaran, a la comarca de la Vall d'Aran.